# ميتش كورن
ميتش كورن (بالإنجليزية: Mitch Korn)‏ هو لاعب هوكي الجليد أمريكي، ولد في 16 سبتمبر 1957.